# Liber vagatorum

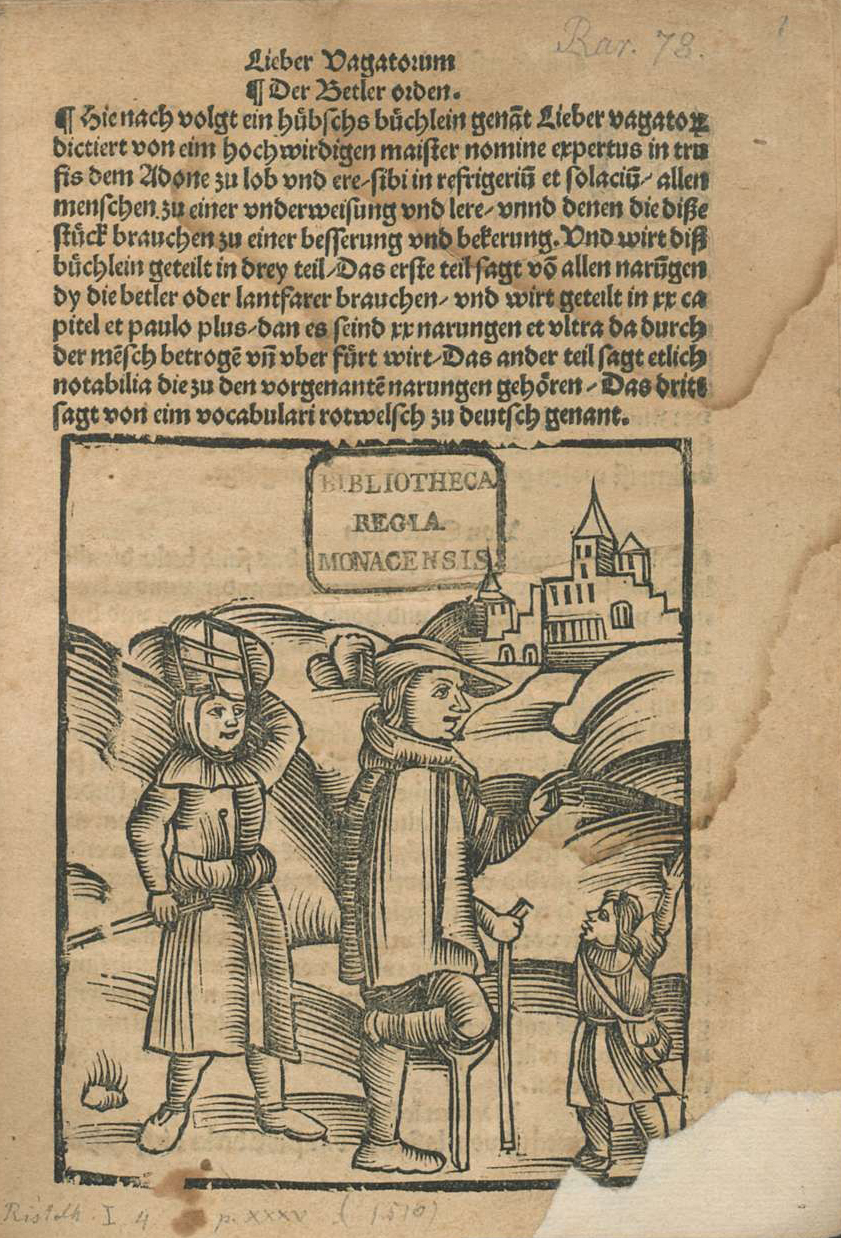
Bettlerfamilie auf dem Weg zur Stadt. Titelblatt einer frühen Ausgabe des Liber vagatorum

Der Liber Vagatorum von etwa 1510 ist eine Zusammenschau der unredlichen Bettlertypen und ihrer „Betteltechniken“ oder „Maschen“. Er ist zugleich die früheste gedruckte Quelle für das Rotwelsche. Das Buch wurde vielfach nachgedruckt; über 30 Ausgaben sind nachgewiesen. Die große Verbreitung wurde durch den Buchdruck ermöglicht.  

## Inhalt
Der Liber Vagatorum besteht aus drei Teilen. Im ersten werden 28 unterschiedliche Bettlertypen vorgestellt, im zweiten werden Ergänzungen und Anmerkungen zum ersten Teil gemacht und Warnungen ausgesprochen. Der dritte Teil bringt einen „Vocabularius“, ein rotwelsch-deutsches Wörterbuch mit 219 Einträgen, in späteren Ausgaben vermehrt.

## Autor
Die frühen Ausgaben geben keinen Druckort, kein Druckjahr und keinen Namen eines Druckers an. Sämtliche Ausgaben verschweigen den Verfassernamen. Offenbar hatten Verfasser und Verleger ein großes und berechtigtes Interesse daran, unbekannt zu bleiben. Die Vorrede nennt den Verfasser einen hochwirdigen meister nomine expertus in trufis. Das Attribut hochwürdig wird für geistliche Personen gebraucht, ein expertus in trufis (zu lateinisch trufa ‚Betrug‘) bezeichnet jemanden, der sich mit Betrügereien auskennt. Expertus in trufis wird mangels besserer Kenntnis in Bibliographien als Verfassername bzw. Verfasserpseudonym angegeben.
Da im Text ein Vorkommnis aus dem Jahr 1509 aus Pforzheim genannt ist, wird die Erstausgabe 1509 oder wenig später herausgegeben worden sein. Auf Pforzheim als ersten Druckort weist auch ein Zusatz in der mittelniederdeutschen Übersetzung des Werks, der in der hochdeutschen Ausgabe nicht vorkommt. Es heißt dort in der Vorrede zum Glossar:

“so is de vtleging hir in gedrukt souil des ein Spitalmeister up dem Ryn geweten hefft de dan dit bock to Pfortzen int erste heft drucken laten dem meinen beste vnd aller werlt to gude.”

„So ist die Auslegung hierin gedruckt, so viel des ein Spitalmeister am Rhein gewußt hat, der dann dieses Buch zu Pforzheim zuerst hat drucken lassen dem gemeinen Besten und aller Welt zu gut.“

Das erstmals um 1510 in Pforzheim bei Thomas Anshelm herausgegebene Büchlein wurde lange Zeit sowohl Pamphilus Gengenbach, Sebastian Brant und anderen Schriftstellern dieser Zeit zugeschrieben. Ein Verdacht der Autorschaft fällt auf den damaligen Spitalmeister in Pforzheim. Zwischen 1500 und 1524 war Matthias Hütlin Inhaber dieses Amtes „und so hat es etwas Verführerisches, den Autor ohne Buch mit dem Buche ohne Autor zusammenzubringen.“

## Ausgaben
Kluge verzeichnet über 30 bekannte Ausgaben, die zwischen etwa 1510 und 1755 erschienen. Davon sind bemerkenswert:
- etwa 30 hochdeutsche Ausgaben in Prosa[3]
- eine hochdeutsche Ausgabe in Reimen[3]
- eine niederdeutsche Ausgabe. Sie ist nur in einem Exemplar bekannt.[4]
- eine niederrheinische Ausgabe. Sie ist nur in einem Exemplar bekannt, bei dem das letzte Blatt des Vokabulars fehlt.[5]
- eine niederländische Ausgabe. Sie geht auf die niederrheinische zurück.[3]
- im Jahre 1528 veröffentlichte Martin Luther das Werk neu unter dem Titel: Von der falschen Betler Büberey, versehen mit einer Vorrede.
- seit etwa 1535 erschienen Ausgaben unter dem Titel: Die Rotwelsch(e) Grammatic.

## Belege
1. 1 2 3  Friedrich Kluge: Rotwelsch. Quellen und Wortschatz der Gaunersprache und der verwandten Geheimsprachen. Karl J. Trübner, Straßburg 1901, S. 35 ff.
2. ↑  Johannes Janssen: Achter Band (= Geschichte des deutschen Volkes seit dem Ausgang des Mittelalters. Band 8). Herder, Freiburg im Breisgau 1894, S. 286.
3. 1 2 3  Friedrich Kluge: Rotwelsch. Quellen und Wortschatz der Gaunersprache und der verwandten Geheimsprachen. Karl J. Trübner, Straßburg 1901, S. 55 ff.
4. ↑  Friedrich Kluge: Rotwelsch. Quellen und Wortschatz der Gaunersprache und der verwandten Geheimsprachen. Karl J. Trübner, Straßburg 1901, S. 58 ff.
5. ↑  Friedrich Kluge: Rotwelsch. Quellen und Wortschatz der Gaunersprache und der verwandten Geheimsprachen. Karl J. Trübner, Straßburg 1901, S. 78 ff.